# Bab-el-Tabbaneh-Dschabal-Mohsen-Konflikt

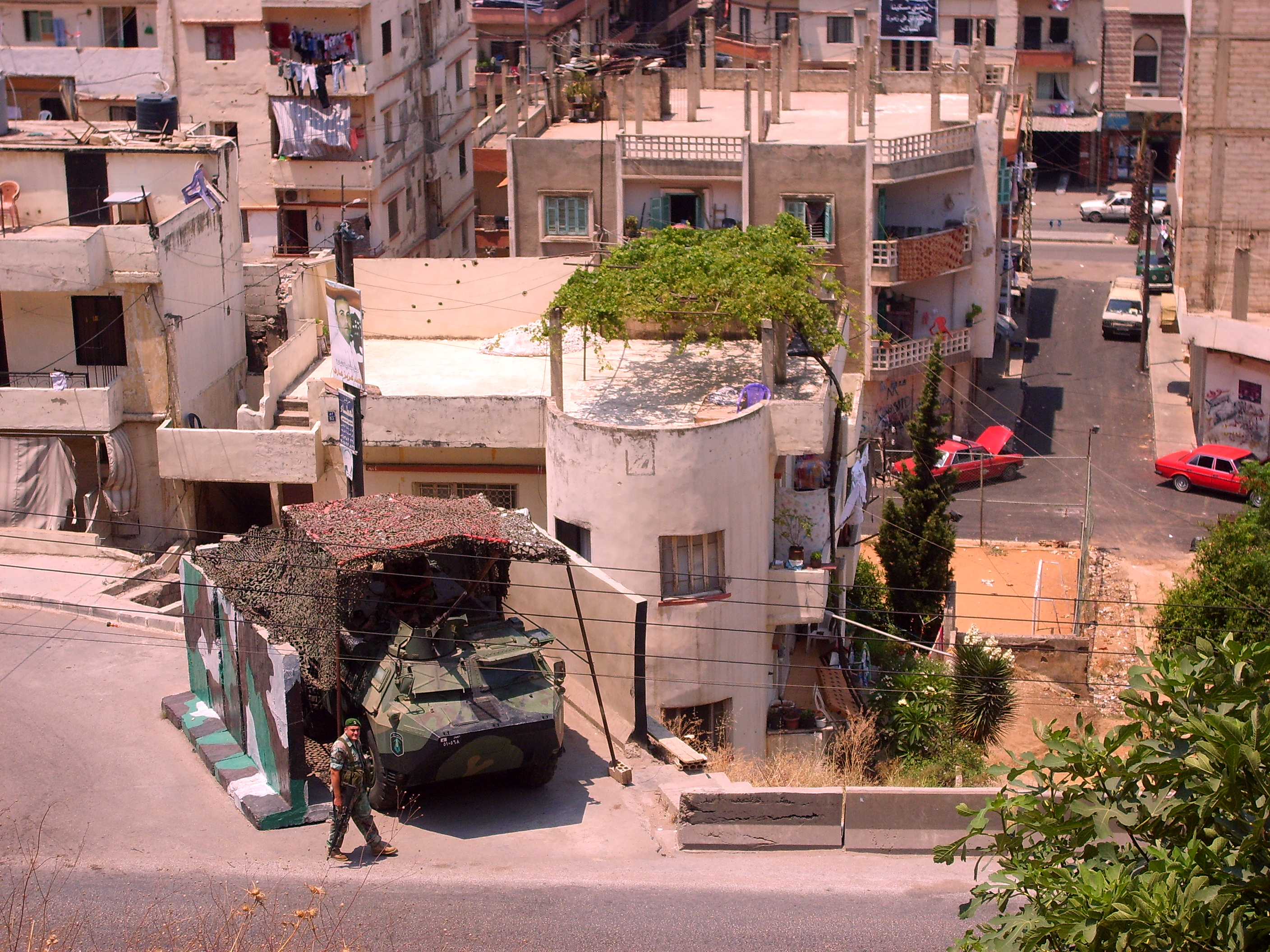
Libanesische Armeefahrzeuge und Soldaten bei der Bewachung der Rue de Damas zwischen Bab el-Tabbaneh und Dschabal Mohsen

Der Bab-el-Tabbaneh–Dschabal-Mohsen–Konflikt (arabisch اشتباكات باب التبانة وجبل محسن) ist ein wiederkehrender Konflikt zwischen den sunnitischen Muslime des Bab-el-Tibbaneh-Viertels und den alawitischen Muslime des Dschabal-Mohsen-Viertels der libanesischen Hafenstadt Tripolis.
Die Bewohner der beiden Stadtteile rivalisieren seit dem libanesischen Bürgerkrieg. Der Konflikt wurde oft mit Gewalt ausgetragen. Die Syrien-Straße (frz. Rue de Damas) trennt den Viertel Bab el-Tabbaneh vom Stadtteil Dschabal Mohsen.
Die Hauptakteure der Alawiten waren der langjährige libanesische Alawitenführer Ali Eid sowie dessen Sohn Rifaat Eid, Vorsitzender der Arabischen Demokratischen Partei (PDA). Die sunnitischen Gegenspieler waren Hashem Minkara von der Zukunftsbewegung (Courant du futur) und gewaltbereite Salafisten.
Während des syrischen Bürgerkriegs flammte die Gewalt erneut auf. Die Bewohner von Bab el-Tabbaneh unterstützen die syrischen Rebellen, während in Dschabal Mohsen der alawitische Staatspräsident Syriens, Baschar al-Assad, großes Ansehen genießt.